# 双峰水库
双峰水库是中国黑龙江省牡丹江市海林市境内的一座水库，位于海浪河支流上，建于1958年。水库正常库容为800万立方米，集雨面积为41平方千米，海拔为431米。